# Frankfurt-Sindlingen
Sindlingen ist seit dem 1. April 1928 ein Stadtteil von Frankfurt am Main.
Die Einwohnerzahl beträgt 8.840.
Im Jahr 797 wurde Sindlingen erstmals urkundlich erwähnt. Um die Wende vom 19. zum 20. Jahrhundert profitierte Sindlingen von den nahegelegenen Farbwerken (spätere Hoechst AG), die einen deutlichen Bevölkerungsanstieg verursachte. 1917 wurde Sindlingen ein Stadtteil von Höchst am Main, mit dem es 1928 zu Frankfurt am Main kam.

## Lage
Sindlingen liegt an der westlichen Stadtgrenze Frankfurts, etwa 12 km von der Hauptwache und ca. 4 km vom Flughafen entfernt an einem Mainbogen, der den Stadtteil südöstlich begrenzt. Es ist der südlichste Stadtteil im Bezirk Frankfurt-West. Mit knapp 88 Metern über NN ist das Sindlinger Mainufer auch der tiefstliegende Punkt von Frankfurt. Nach Nordwesten steigt der Stadtteil bis auf 110 Meter an.
Angrenzende Frankfurter Stadtteile sind Zeilsheim im Norden und Höchst mit dem gleichnamigen Industriepark im Osten. Westlich liegt der Main-Taunus-Kreis mit der Stadt Hattersheim und deren Ortsteil Okriftel, und im Süden beginnt mit Kelsterbach der nördlichste Teil des Kreises Groß-Gerau.
Zur Gemarkung Sindlingens gehören auch die Siedlung Friedenau und der südöstliche Teil der Annabergstraße. Die offiziellen Stadtteilgrenzen umfassen dieses Gebiet jedoch nicht. Es wurde nachträglich verwaltungsmäßig dem Stadtteil Zeilsheim zugeordnet.

## Geschichte

### Vor- und Frühgeschichte

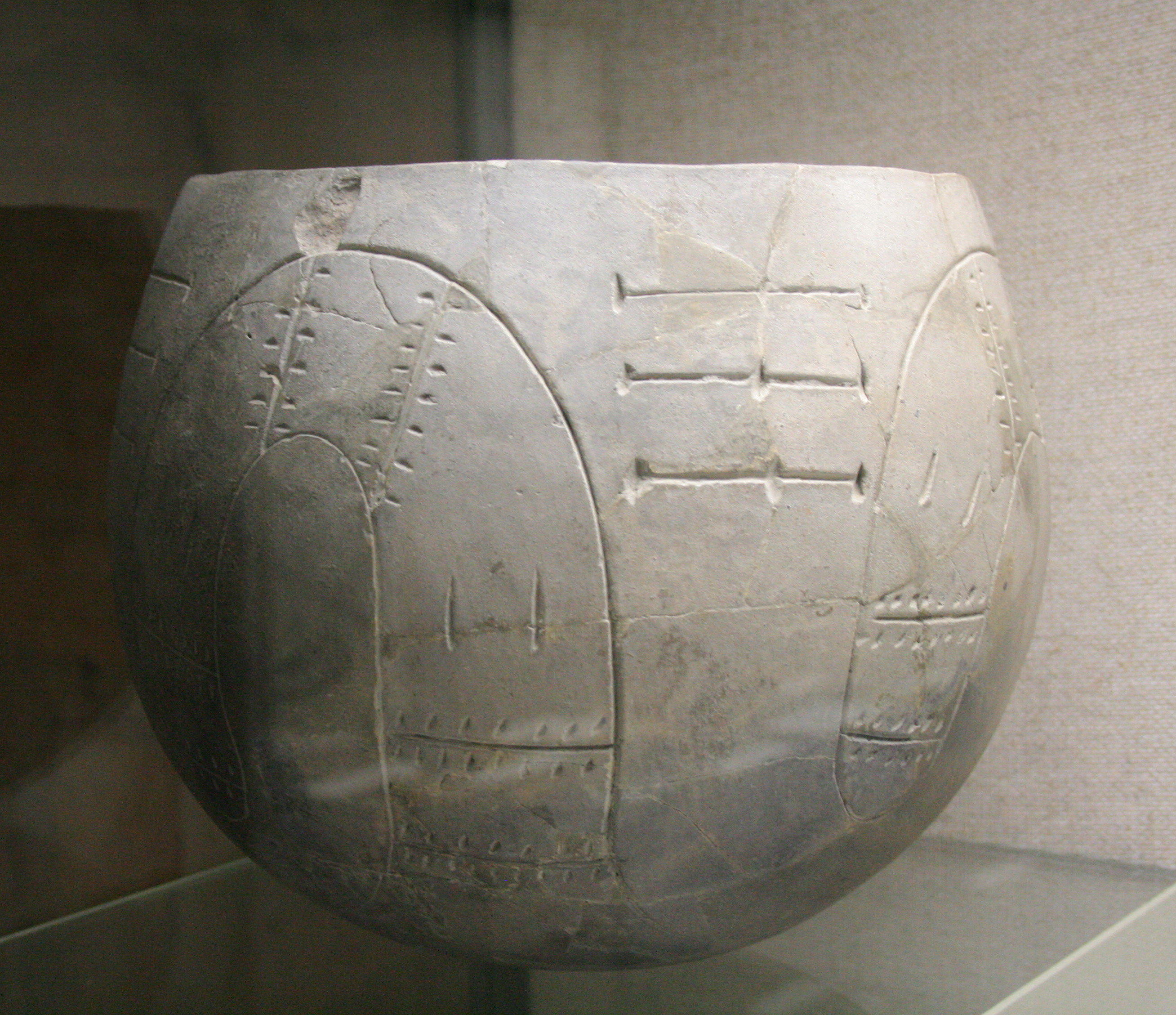
Bandkeramischer Kumpf, Fundort Marburg-Schröck, Grabung 1983

Die Gemarkung Sindlingen wurde schon in jungsteinzeitlicher Zeit besiedelt. Unter den bisher 16 bekannten Fundstellen in Sindlingen, befinden sich Siedlungsspuren aus der Zeit der Bandkeramiker (5600 bis 5500 v. Chr.), der Michelsberger Kultur (von etwa 4400 bis 3500 v. Chr.) und der Hinkelstein-Gruppe (5000 bis 4800 v. Chr.). 1989 wurde bei archäologischen Untersuchungen im alten Ortskern von Sindlingen eine Villa Rustica nachgewiesen.

Nach Aufgabe der Limesgrenze und Räumung ihrer rechtsrheinischen Gebiete durch die Römer im Jahre 260 n. Chr., drang der germanische Stamm der Alamannen in die ehemals römischen Gebiete ein und besiedelte diese ab dem Ende des 3. bis zum Ende des 5. Jahrhunderts nach Christus. Ab 455 setzte eine West- und Ostexpansion der Alamannen nach Gallien und Noricum ein, über die nur ungesicherte Informationen vorliegen. Ein Konflikt mit den benachbarten Franken führte nach Gregor von Tours zwischen 496 und 507 zur entscheidenden Niederlage der Alamannen bei Zülpich gegen den fränkischen König Chlodwig I. Dadurch geriet auch die Alemannensiedlung Sundolingen unter fränkische Herrschaft. Zu dieser Zeit wurde das Gebiet der Chatten, in dem sich die Siedlung Sundolingen zu dieser Zeit befand, von den Franken besetzt und in deren Königreich eingegliedert, um die fränkischen Grenzen vor den Sachsen zu schützen, die nördlich der Chatten siedelten und immer wieder in chattisches und fränkisches Gebiet eindrangen. Die Siedlung Sundolingen wurde damit ebenfalls in das Frankenreich eingegliedert und gehörte innerhalb der fränkischen Verwaltung zum Niddagau. 

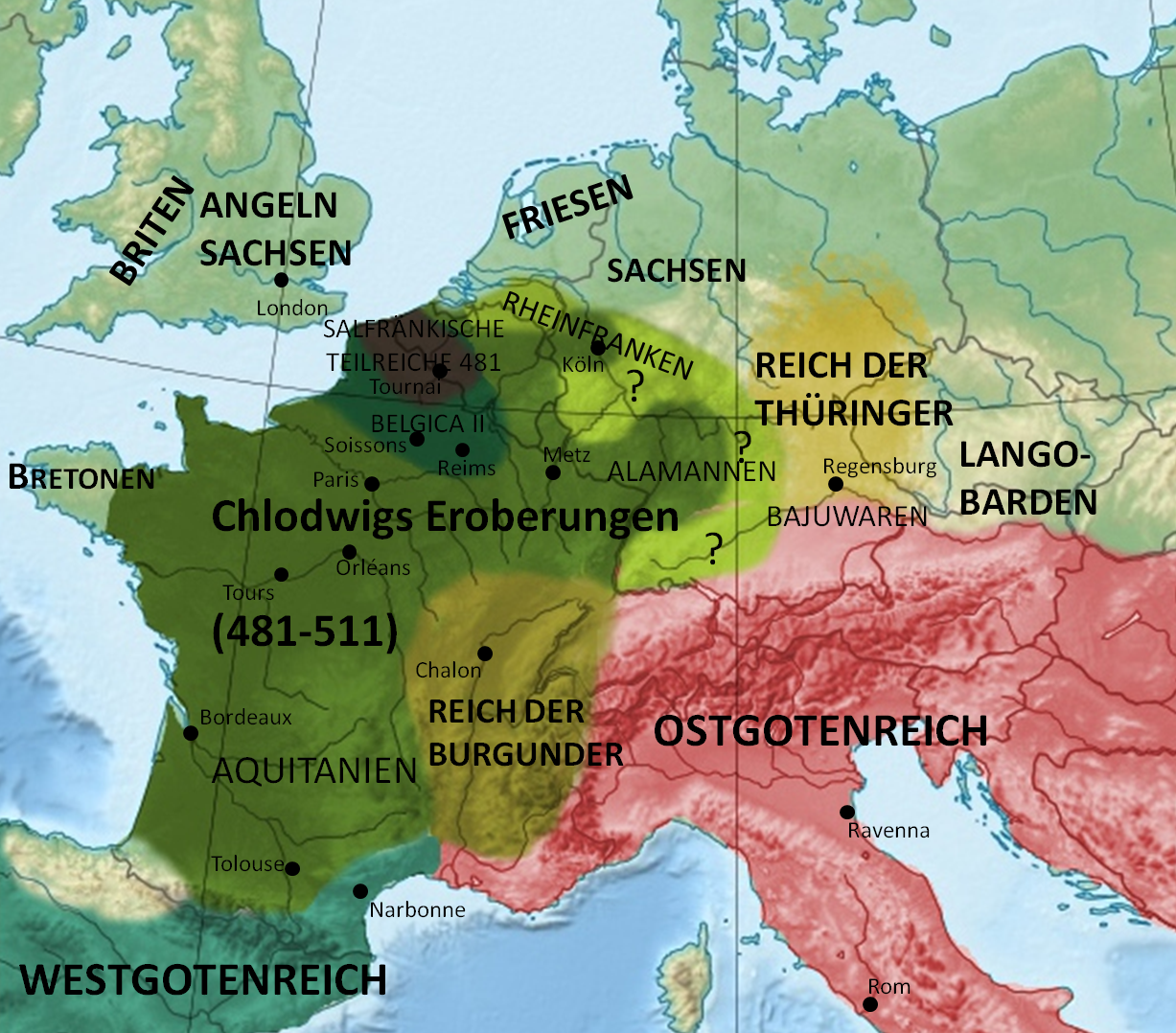
Expansion von Chlodwigs Herrschaft vom salischen Teilkönigreich 481 zum fränkischen Großreich 511

Im westlichen Bereich der Sindlinger Uferterrasse, genauer im Schnittpunkt der heutigen Farben- und Lehmkautstraße wurde in den Jahren 1892 bis 1897 ein fränkisches Gräberfeld mit 500 Grabstätten entdeckt. Die Toten waren auf dem Rücken liegend oder nach der Seite ausgestreckt bestattet, das Gesicht der aufgehenden Sonne zugewandt. Die zum Teil wertvollen und reichen Grabbeigaben wurden Museen in Frankfurt, Wiesbaden und Höchst übergeben. Nach dem Sieg des fränkischen Königs Chlodwig I. wurde vermutlich auch Sindlingen von den fränkischen Eroberungen erfasst. Sindlingen scheint eine ausgedehnte und wohlhabende frühfränkische Siedlung gewesen zu sein, denn direkt neben den fränkischen Gräbern mit reichen Grabbeigaben schlossen sich karolingisch-fränkische Gräber an. Diese Flachgräber enthielten keinerlei Grabbeigaben, ein Hinweis für die ab der Mitte des 8. Jahrhunderts praktizierte christliche Tradition den Toten keine Gegenstände mit ins Grab zu geben.
Vermutlich wurden bei dem gefundenen fränkischen Gräberfeld auch die ersten christlichen Kapellen aus Holz aufgebaut. Daher könnte die von Einhard erwähnte Kirche in Sindlingen, die alte Martinskirche auf der Mainterrasse gegenüber Sindlingen gewesen sein. Die Martinskirche ist heute nicht mehr zu sehen und lag auf dem Gebiet des heutigen Industrieparks. Möglicherweise könnte auch die Justinuskirche in Höchst auf eine solche frühfränkische Holzkapelle zurückgehen.

### Mittelalter
Das genaue Gründungsdatum von Sindlingen ist heute unbekannt. Erst mit den ersten urkundlichen Erwähnungen beginnt die Geschichte Sindlingens. Die Urkunden aus, der der Ortsname Sindlingen hervorgeht, sind heute im Original nicht mehr erhalten. Die Abschrift aus dem Urkundenbuch des Klosters Fulda stammt aus der Zeit um 1150 und enthält kein genaues Datum. Die Originalurkunde, in der Sindlingen erstmals genannt wurde, ist auf die Amtszeit des Fuldaer Abtes Baugulf datiert, die sich von 780 bis 802 erstreckte. Der mittlere Termin 791 wurde in Sindlingen als Termin der 1200-Jahr-Feier 1991 gewählt.
Als erste Besitzerin Sindlingens (im Original Scuntilingen geschrieben) wird im Urkundenbuch Ymmina genannt. In der Abschrift heißt es (übersetzt): Ymmina, die Magd Christi, schenkt Gott und dem heiligen Bonifatius (d. h. dem Kloster Fulda) ihre Güter mit Zubehör und vielen dazugehörigen Leuten in Fischbach, Kriftel, Sindlingen und Liederbach.

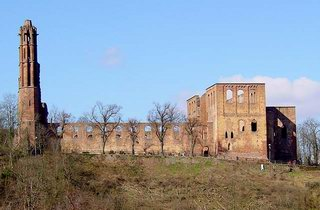
Klosterruine Limburg

Im Lorscher Codex ist im Jahr 797 aufgezeichnet, dass ein Mann namens Grimolt dem Kloster Lorsch 6 Morgen Ackerland und eine Wiese in villa Sundilingen (im Dorf Sindlingen) zum Geschenk machte.  Dies ist die älteste uns heute vorliegende Urkunde über Sindlingen. Da Sindlingen „Dorf“ genannt wird, kann man für diese Zeit von einer ansehnlichen Siedlung ausgehen.
Auch in späteren Urkunden wird von villa Sindlingen gesprochen. Im Jahre 804 schenkt eine Hildebure dem Kloster Lorsch u. a. zwei Mansen Land mit einem Gebäude und einem Hörigen in villa Suntilingen. 889 erhielt das Benediktinerkloster Bleidenstadt von einem Herevicus Grundstücke in der in Singelingero marca. Bereits 965 überlässt eine Rigalint dem Kloster Bleidenstadt zu ihrem Seelenheil Güter in Suntilingero marca. Die Bezeichnung marca lässt auf eine beträchtliche Gemarkung schließen.
Am 16. Februar 1035 schenkten Konrad II. und seine Gemahlin Gisela von Schwaben königlichen Besitz in Sundelingen an das Benediktinerkloster Limburg, dem sie gleichzeitig das Sindlinger Patronat übertrugen. Im Jahre 1268 machte das Kloster Limburg Philipp I. von Falkenstein zum Schirmvogt von Sundelingen.

### Neuzeit

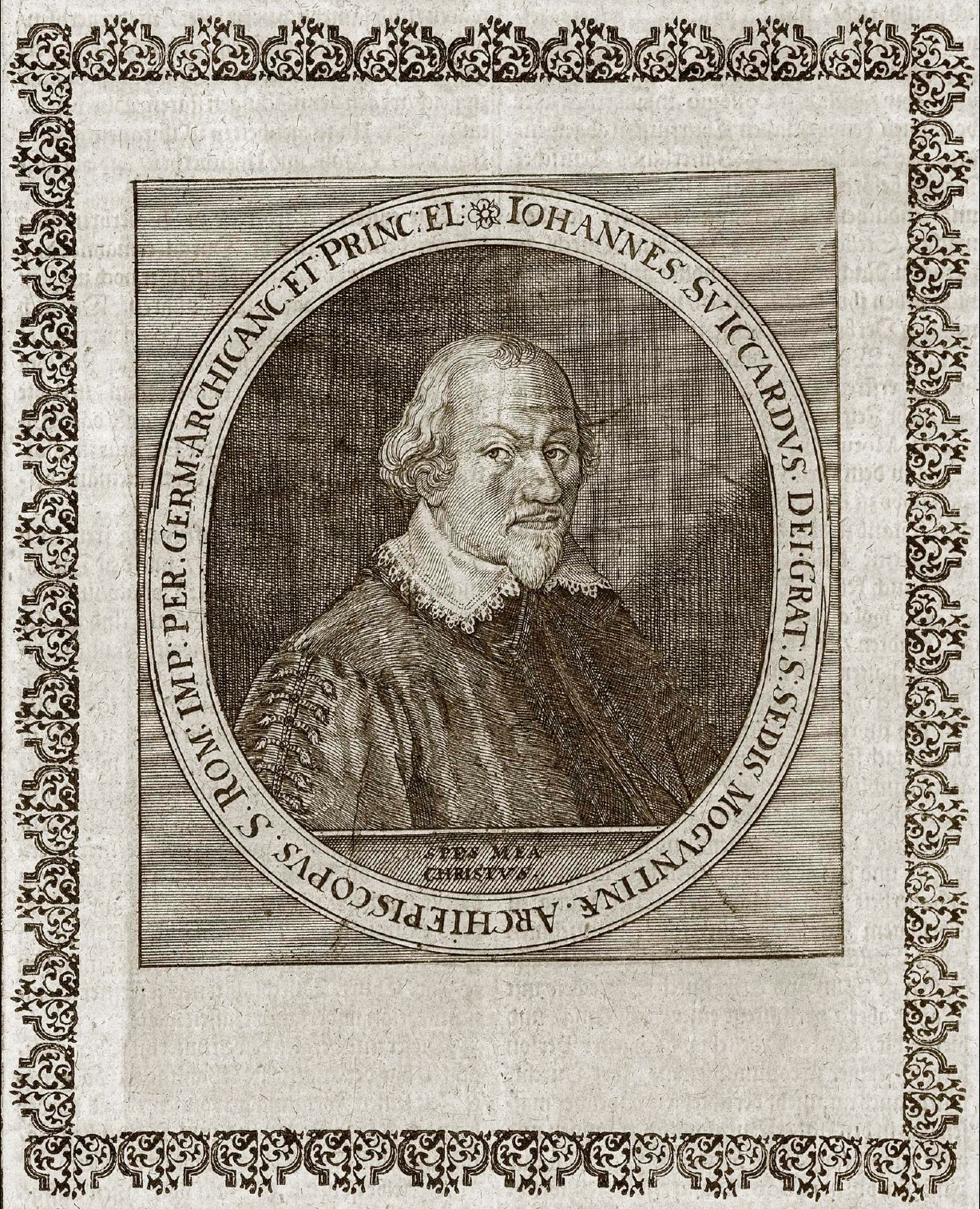
Johann Schweikhard von Cronberg, Kupferstich aus dem Theatrum Europaeum, 1662

Im Jahre 1369 wird zum ersten Mal ein Ortsgericht in Sindlingen erwähnt. Hier wurde über geringfügige Vergehen geurteilt aber auch die Siegelung gemeiner Sachen und Urkunden war Aufgabe eines Ortgerichts. 1352 gehörte Sindlingen zum Amt Hofheim und unterstand der Hofheimer Gerichtspflege. Hier wurden hauptsächlich Zivilsachen bei Schuld-, Kauf- und Erbschaftsangelegenheiten verhandelt. Kleinere Delikte wie Schlägereien, Trunkenheit und Beleidigungen wurden hier ebenfalls behandelt. Im Hofheimer Gerichtsbuch sind in den Jahren 1425 bis 1500 die Namen von 243 Sindlingern protokolliert. Das Ortsgericht tagte auf der Straße vor dem Haus des Frank von Cronberg.
1490 lässt die Abtei Limburg in der Pfalz vom Schultheißen von Hofheim ihre Rechte in Sindlingen aufzeichnen. 1484 verkaufte das Kloster Limburg seinen Dinghof zu Sundelingen an das Stift Sankt Peter in Mainz, dem gleichzeitig auch der letzte Sindlinger Schirmvogt Johann von Cronberg seine Vogtrechte abtrat.
Während noch 1581 in einem Hofheimer Landbrief der Gemeindename mit Sundtlingen verzeichnet ist, erscheint er auf dem Gerichtssiegel von 1633 als Sindelingen, auf dem von 1682 dann als Sindlingen, obwohl auch später noch die Namensform Sundlingen auftaucht.
Ab dem Jahre 1596 wird zum ersten Mal eine Schule in Sindlingen erwähnt. Im Jahr 1608 teilte Erzbischof und Kurfürst Johann Schweikhard von Cronberg Sindlingen dem Amt Höchst am Main zu. Ein Jahr später im Jahre 1609 beginnt der Bau der katholischen Pfarrkirche St. Dionysius an der Stelle einer alten Kapelle. Zu dieser Zeit leben in Sindlingen 210 Einwohner: 48 Ehemänner, zwei Witwer, 48 Ehefrauen, sechs Witwen und 106 Kinder.
Der Erzbischof und Kurfürst Johann Schweikhard bewilligt Sindlingen im gleichen Jahr ein eigenes Ortsgericht und die Führung eines Gerichtssiegels.

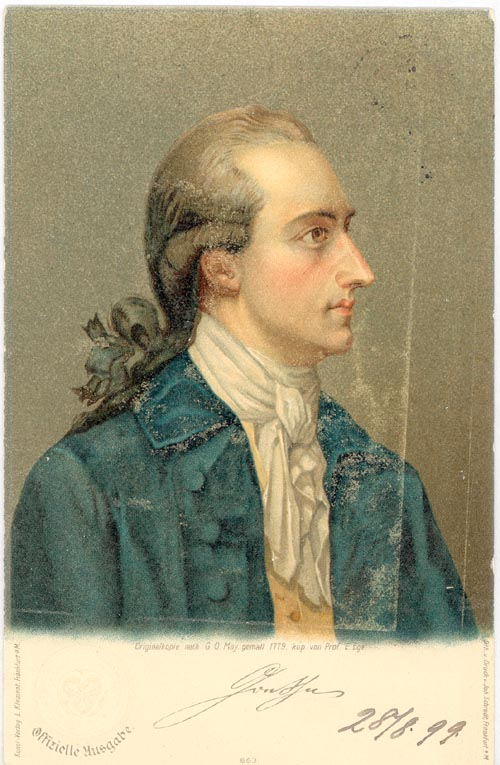
Johann Wolfgang von Goethe, Postkarte nach einem Gemälde von Georg Oswald May, 1779

Im Dreißigjährigen Krieg wurde Sindlingen von schweren Verwüstungen heimgesucht. Die Anzahl der Haushalte sinkt von 56 auf 43. Im Jahre 1654 sinkt die Anzahl der Haushalte weiter auf 25, 17 Hofreiten sind unbewohnt. Die Anzahl der bewohnten Haushalte steigt erst im Jahre 1680 wieder auf 37 Haushalte an.
Durch französische Truppen, die im Pfälzischen Erbfolgekrieg Sindlingen erreichen, wird die gesamte Ernte der Gemeinde vernichtet. Am 7. Mai 1699 vernichtet ein Feuer innerhalb kurzer Zeit 26 Häuser, das Rathaus, zehn Scheunen und 23 Kelterhäuser in Sindlingen. Um das Rathaus wiederaufzubauen, verkauft die Gemeinde 1770 einen Morgen des Haingrabens.

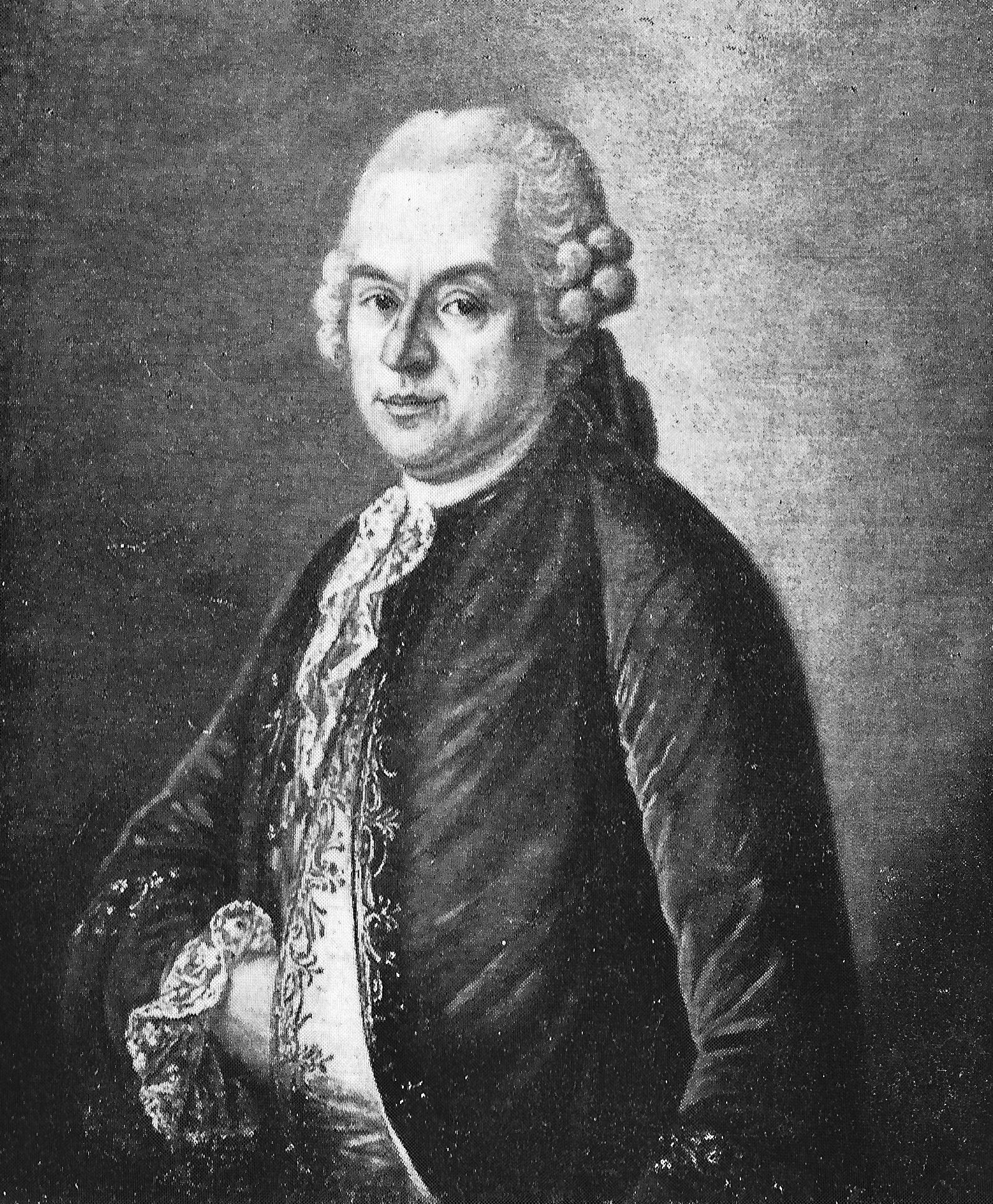
Joseph Maria Bolongaro

Die Brüder Andreas und Franz Vaccani aus Italien erwarben im Jahre 1740 in Sindlingen ein Landgut und begannen in den Gebäuden mit der Herstellung von goldenen und silbernen Besatzstücken und Galanteriewaren. Der Betrieb wurde bereits im Jahre 1744 wieder eingestellt.
1760 erwirbt der Handelsherr Karl Franz Allesina das Hofgut der Brüder Vaccani und errichtet auf einer aufgemauerten Terrasse am Mainufer ein Herrenhaus, zwei Hofreiten, 16 Morgen Weinberge, ferner Äcker und Wiesen, insgesamt etwa 156 Morgen.
Zur goldenen Hochzeit von Johannes Maria Allesina und seiner Frau Franziska Clara geborene Brentano am 30. Mai 1774 wird auch der junge Johann Wolfgang Goethe eingeladen. Sowie der Schnupftabaklieferant Josef Maria Markus Bolongaro. Die Feier der goldenen Hochzeit fand am 29. Mai 1774 in der alten Sindlinger Pfarrkirche statt. Goethe traf auf der Hochzeitsfeier auch Maximiliane von La Roche, mit der Goethe befreundet war.
Anfang Juni schrieb Goethe in einem Brief an eine Freundin: ()… Zu Sindlingen auf der goldenen Hochzeit, da ich den Geburtstag Ihrer lieben Max herbeitanzte, hab ich ihrer viel gedacht … Ich habe Ihre Max den Arm gegeben. Sagen sie mir doch ein Wort vom Herzen! Sie werden sehen wie sie meinem Rad Schwung geben, wenn Sie meinen Werther lesen … Der Geburtstag vom Maximiliane von La Roche war der 31. Mai, daher tanzte Goethe in den Geburtstag hinein".
Das Hochwasser im Februar 1784 zerstört in Sindlingen elf Gebäude. Am 5. Oktober 1799 kommt es zum Kampf der französischen Truppen im kurmainzischen Landsturm zwischen Sindlingen und Höchst.

### Nassauische und preußische Zeit (1802–1917)

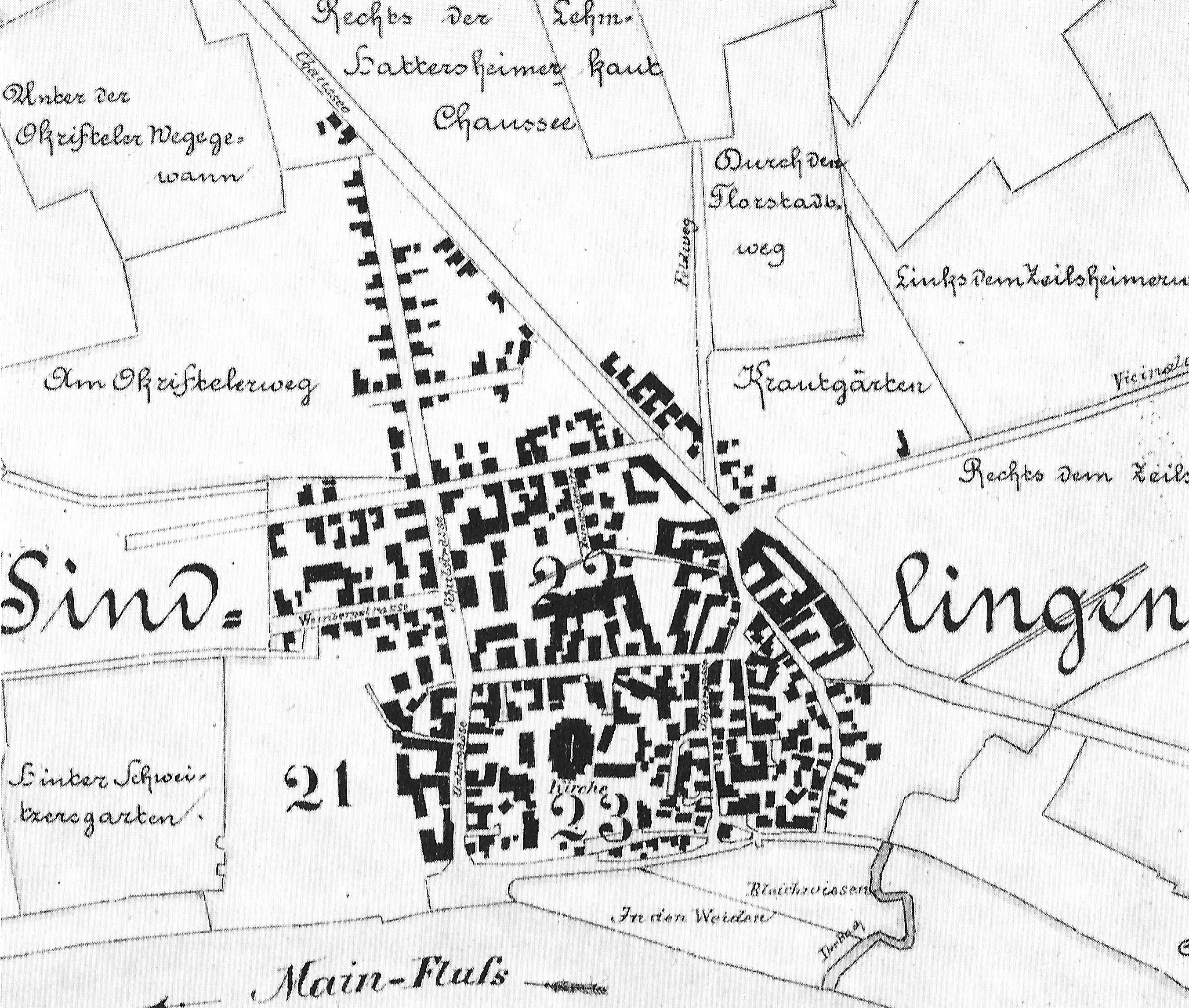
Sindlingen 1893

1802 wurden durch den Reichsdeputationshauptschluss die geistlichen Fürstentümer und damit auch Kurmainz aufgelöst. Das Amt Höchst kam zum Fürstentum Nassau-Usingen, das bald darauf im neugebildeten Herzogtum Nassau aufging. Die für Sindlingen zuständige Residenzstadt war nun Wiesbaden.
Im Jahre 1810 wurden in Sindlingen 98 Häuser mit 570 Bewohnern gezählt und sechs Gastwirtschaften: Zum goldenen Adler, Zum goldenen Engel, Zum goldenen Löwen, Zum weißen Schwan, Zum grünen Baum und Zum Stern.
Seit der Neuordnung der Bistümer 1821 gehört Sindlingen auch kirchenrechtlich nicht mehr zum Bistum Mainz, sondern zum damals neugeschaffenen Bistum Limburg. Um Platz für einen Kirchenneubau zu schaffen, wurde im Jahre 1820 der Friedhof verlegt. Bereits im Jahr 1825 konnte die katholische Pfarrkirche eingeweiht werden.
Im Januar 1863 nahm in Höchst die Chemische Fabrik Meister Lucius & Co., die späteren Farbwerke Hoechst, ihren Dienst auf. 1866 wurde das Herzogtum Nassau nach dem verlorenen Preußisch-Österreichischen Krieg mit Kurhessen und der Freien Stadt Frankfurt von Preußen annektiert und in die preußische Provinz Hessen-Nassau umgewandelt. Damit gehörte Sindlingen zum Königreich Preußen, aus dem durch die Revolution 1918 der Freistaat Preußen wurde. 1946 wurde dieser vom Alliierten Kontrollrat durch das Kontrollratsgesetz Nr. 46 vom 25. Februar 1947 ebenfalls aufgelöst. Seither gehört Frankfurt am Main und auch der Stadtteil Sindlingen zum neugebildeten Bundesland Hessen.

Mit einer Verwaltungsreform in der preußischen Provinz Hessen-Nassau wurden die bisherigen nassauischen Ämter aufgelöst und Sindlingen 1886 in den neu geschaffenen Kreis Höchst eingegliedert. 

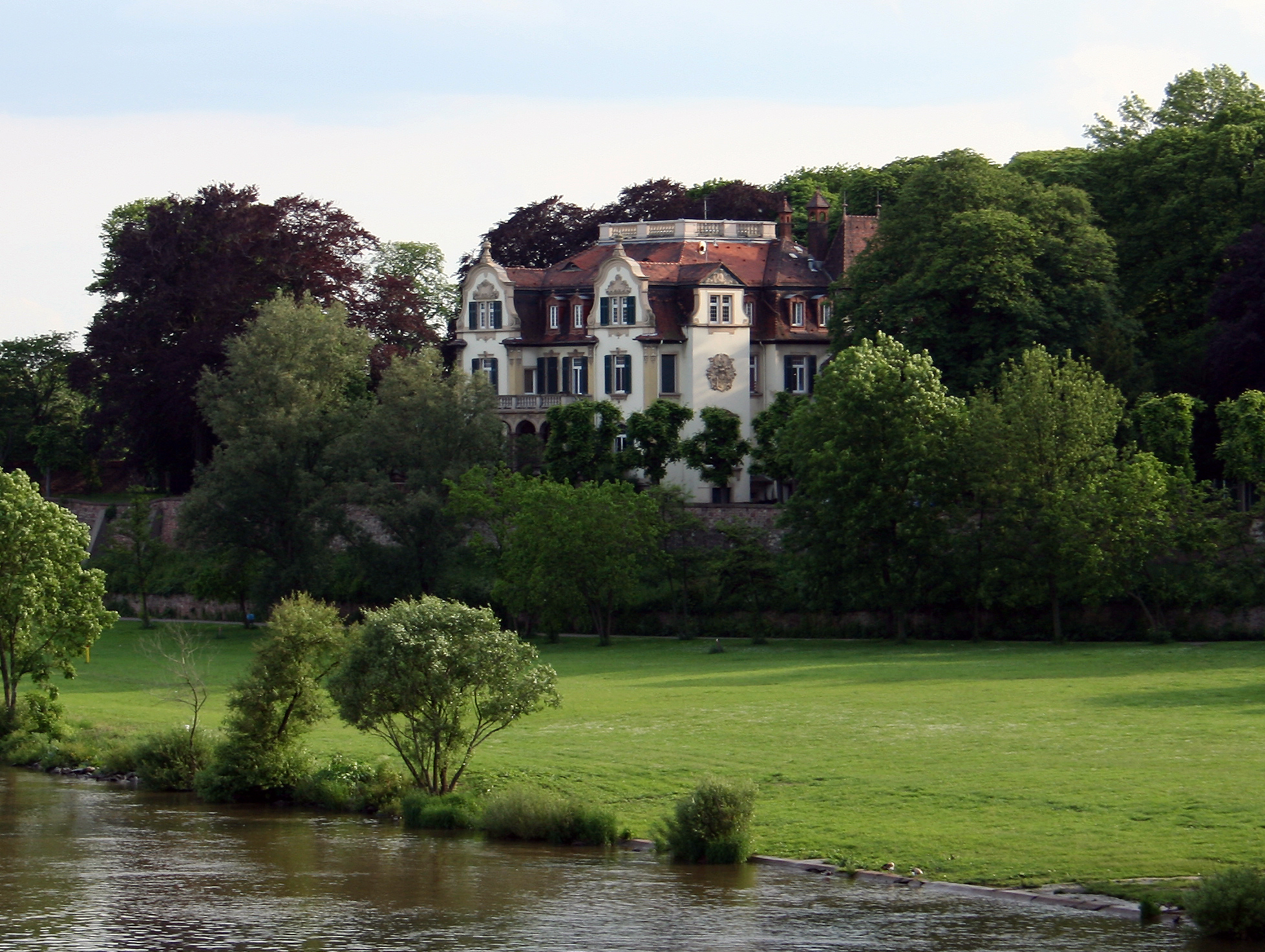
Villa Meister von der Werksbrücke West

Durch die Enge zwischen der Taunus-Eisenbahn im Norden und dem Main im Süden expandierten die Farbwerke Hoechst immer weiter nach Westen und errichteten 1894 mit dem „Heilserum“ ihr erstes Produktionsgebäude auf Sindlinger Boden.
Im Jahre 1885 stieg die Einwohnerzahl von Sindlingen auf 1497 Personen an. Von den berufstätigen Einwohnern waren zu dieser Zeit 60 % Landwirte, 30 % Fabrikarbeiter und 10 % Handwerker. 1886 ließ die Gemeinde eine Mainwerftanlage errichten, ein Landungsplatz für Schiffe deren Güter in Sindlingen aus- bzw. aufgeladen werden. Die Grundreste der Mainwerftanlage, die inzwischen verlandet und von Gebüsch und Rasen überwuchert ist, sind heute noch am Mainufer zu sehen.
Durch den 1893 errichteten Haltepunkt wuchs Sindlingen nun auch nach Norden und wandelte sich zu Beginn des 20. Jahrhunderts vom Bauerndorf zu einem Arbeiterwohnort. Sindlingen wurde zunehmend auch für die Führungskräfte der Farbwerke attraktiv. 1902 baute Herbert von Meister nach den Plänen von Baurat Franz von Hovens, auf dem Gelände des Herrenhauses der Familie Allesina die prächtige Villa Lindenbaum, die noch heute das Mainufer prägt. Nach 1945 bezogen die Witwe und Tochter von Herbert von Meister ein Nebengebäude des Anwesens. Laut einer testamentarischen Verfügung ist der weitläufige Park mit Eishaus und dem alten Baumbestand der Öffentlichkeit zugänglich zu machen und jederzeit geöffnet für Spaziergänger.
1910 folgte am damals nordwestlichen Ortsrand die Villenkolonie. Zuvor hatte die Höchster Kirchengemeinde für die meist evangelischen Werksangehörigen ebenfalls im Norden ein Grundstück für ein Gotteshaus gekauft. Am 29. September 1907 konnte die von Architekt Alfred Günther gestaltete Evangelische Kirche eingeweiht werden. Zwei Jahre später folgte ein Kaufhaus der Farbwerke und wieder zwei Jahre später ein neues Schulhaus (heutige Meisterschule).
Im Jahre 1906 wurde eine Hochseilfähre zwischen Sindlingen und Kelsterbach errichtet.
Nach dem Bau der Ortskanalisation im Jahr 1913, wurden ein Jahr später 3526 Einwohner in Sindlingen gezählt.

### Sindlingen als Stadtteil (seit 1917)
Durch die Farbwerke rückten Höchst und Sindlingen immer näher aneinander und das Interesse der Stadt Höchst an neuem Bauland im Westen stieg. 1917 verlor die Gemeinde Sindlingen ihre bis dahin bewahrte Selbstständigkeit. Zusammen mit Zeilsheim und Unterliederbach wurde das Dorf zur Stadt Höchst am Main eingemeindet. Die wirtschaftlich angespannte Lage nach dem Ersten Weltkrieg und die Besetzung von Höchst durch die französischen Streitkräfte verhinderten größtenteils die Vision von „Groß-Höchst“. So wurde zum Beispiel die 1917 im Eingemeindungsvertrag versprochene Straßenbahnlinie Höchst–Sindlingen nie eingerichtet. Stattdessen verkehrte ab 1926 eine Omnibuslinie. Wenigstens teilweise verwirklicht wurde die von Stadtplaner Carl Rohleder und Stadtbaumeister Paul Wempe geplante Siedlung Höchst-West, die ab 1920 am heutigen Richard-Weidlich-Platz entstand. Aus dem bisherigen Eisenbahnhaltepunkt Sindlingen-Zeilsheim wurde Höchst-West.
Am 1. April 1928 ging Höchst am Main mit allen angeschlossenen Ortschaften durch Eingemeindungsvertrag in das größere Gemeinwesen der Stadt Frankfurt am Main über. Sindlingen wurde dadurch einer der am westlichsten liegende Stadtteile, seine westliche Gemarkungsgrenze bildet nun die westliche Stadtgrenze von Frankfurt.
Schon 1941 geplant, aber erst 1954 umgesetzt wurde die Verlegung der Mainzer Landstraße (Farbenstraße) unter Umgehung der Farbwerke und Sindlingens. Seitdem ist die Hoechster-Farben-Straße die Hauptstraße nach Höchst, während die alte Farbenstraße als Sackgasse am Mainufer endet. Eine weitere neue Straße entstand 1978 als Teil des Frankfurter Tangentialstraßensystems.
Aus Wohnungsnot wurde 1950 an der Pfaffenwiese im nördlichsten Teil der Sindlinger Gemarkung die Siedlung Friedenau erbaut. Sie gehört heute verwaltungsmäßig zum Stadtteil Zeilsheim.
Mitte der 1950er Jahre wurde der Teil der Farbwerke, der sich auf Sindlinger Boden befand, eine Fläche von etwa 1,2 km², dem Stadtteil und der Gemarkung Höchst zugeordnet. Seitdem reicht Höchst bis zur Werksbrücke West.
Als eines der ersten Bürgerhäuser wurde 1961 am Richard-Weidlich-Platz das Haus Sindlingen errichtet.
1979 fand in Sindlingen die Gründungsversammlung der „sonstigen politischen Vereinigung – Die Grünen“ statt, welche im selben Jahr zur ersten Europawahl antrat.
An Heiligabend 1996 wurde die Evangelische Kirche Schauplatz eines Selbstmordattentats durch eine psychisch kranke Frau, das noch zwei weiteren Menschen das Leben kostete. Die Kirche konnte jedoch ein Jahr später wieder eröffnet werden.

### Historische Namensformen
Der Name des Dorfes Sindlingen geht wahrscheinlich auf eine alamannische Siedlung zurück, die zwischen 300 und 500 nach Christi Geburt gegründet und nach Vertreibung der Alamannen um 500 von den Franken übernommen wurde. Die Namensendung „ingen“ ist typisch für alamannische Siedlungen. Ortsnamen die mit „ingen“ enden wurden immer mit einer Person oder Sippe in Zusammenhang gebracht. Daher kann der Name Sindlingen mit einer Person oder Familie des Sundo oder Sundilo als ersten Bewohner oder Gründer der Ansiedlung in Verbindung gebracht werden. Der Ortsname würde soviel bedeuten wie Zu den Mannen oder Nachkommen des Sundo oder Sundilo gehörig oder Sundo und seine Leute. Genauere Informationen sind nicht gesichert.
Obwohl bereits im 18. Jahrhundert die heutige Schreibweise Sindlingen in Urkunden erscheint, setzte sich erst im 19. Jahrhundert der einheitliche Ortsname Sindlingen endgültig durch.
| 8. Jh.       | 9. Jh.      | 10. Jh.     | 11.–15. Jh. | 16. Jh.   | 17. Jh.   | 18. Jh.     | 19. Jh.    |
| ------------ | ----------- | ----------- | ----------- | --------- | --------- | ----------- | ---------- |
| Sundilingen  |             |             | Sundilingen |           |           |             |            |
| Sundelingen  |             |             | Sundelingen |           |           |             |            |
| Suntilingen  | Suntilingen | Suntilingen |             |           |           |             |            |
| Scuntilingen |             |             |             |           |           |             |            |
| Scuntelingen |             |             |             |           |           |             |            |
| Swindelinga  |             |             |             |           |           |             |            |
| Scuntelingen |             |             |             |           |           |             |            |
|              | Sundlinga   | Sundlinga   |             |           |           |             |            |
|              | Suntiligua  |             |             |           |           |             |            |
|              | Singelingen |             |             |           |           | Singelingen | Singlingen |
|              |             |             |             | Sünlingen | Sunlingen | Sunlingen   |            |
|              |             |             |             |           | Sinlingen | Sinlingen   |            |
|              |             |             |             |           |           | Sunliu      |            |
|              |             |             |             |           |           | Sünling     |            |
|              |             |             |             |           |           | Singling    |            |
|              |             |             |             |           |           | Sindlingen  | Sindlingen |

### Urkundlich erwähnte Grundherren
| Jahr | Grundherr                                  |
| ---- | ------------------------------------------ |
| 791  | Kloster Fulda                              |
| 797  | Kloster Lorsch                             |
| 831  | Abtei Prüm (Eifel)                         |
| 889  | Kloster Bleidenstadt                       |
| 1036 | Kloster Limburg (Pfalz)                    |
| 1268 | Falkenstein (später Kronberg)              |
| 1394 | Stift Obermockstadt (Wetterau)             |
| 1394 | Domstift zu Mainz                          |
| 1412 | St. Bartholomäusstift zu Frankfurt am Main |
| 1484 | St. Petersstift Mainz                      |
| 1488 | St. Alban zu Mainz                         |
| 1493 | Johanniterorden zu Mainz                   |

## Politik

### Schultheißen und Bürgermeister
Der erste Bürgermeister von Sindlingen wurde 1849 gewählt, nachdem während der Märzrevolution 1848 die von den Herzögen von Nassau benannten Schultheißen abgesetzt worden waren.
| Jahr      | Person                                                            |
| --------- | ----------------------------------------------------------------- |
| 1394      | Peter Schudder (Schultheiß auf dem Hof des Stiftes Obermockstadt) |
| 1428      | Scharre                                                           |
| 1475      | Peter Hermann                                                     |
| 1487      | Hen                                                               |
| 1492      | Contz                                                             |
| 1496      | Krine                                                             |
| 1560      | Vältein Strauß                                                    |
| 1614      | Anthes Veix                                                       |
| 1633      | Ludwig Haub                                                       |
| 1654      | Wendel Scheffer                                                   |
| 1680      | Wendel Scheffer                                                   |
| 1724      | Josef Neuser                                                      |
| 1744      | Christoph Specht                                                  |
| 1771      | Peter Hahn                                                        |
| 1781      | Peter Hahn                                                        |
| 1803–1814 | Joseph Westenberger                                               |
| 1815–1825 | Peter Huthmacher                                                  |
| 1825–1836 | Philipp Huthmacher                                                |
| 1836–1849 | Johannes Schmitt                                                  |
| 1849–1854 | Johannes Schmitt                                                  |
| 1854–1875 | Philipp Glatt                                                     |
| 1875–1888 | Andreas Schmidt                                                   |
| 1888–1917 | Franz Joseph Huthmacher                                           |

Franz Josef Huthmacher unterschrieb für Sindlingen den Eingemeindungsvertrag mit Höchst am Main.

## Infrastruktur und Wirtschaft

### Wirtschaft

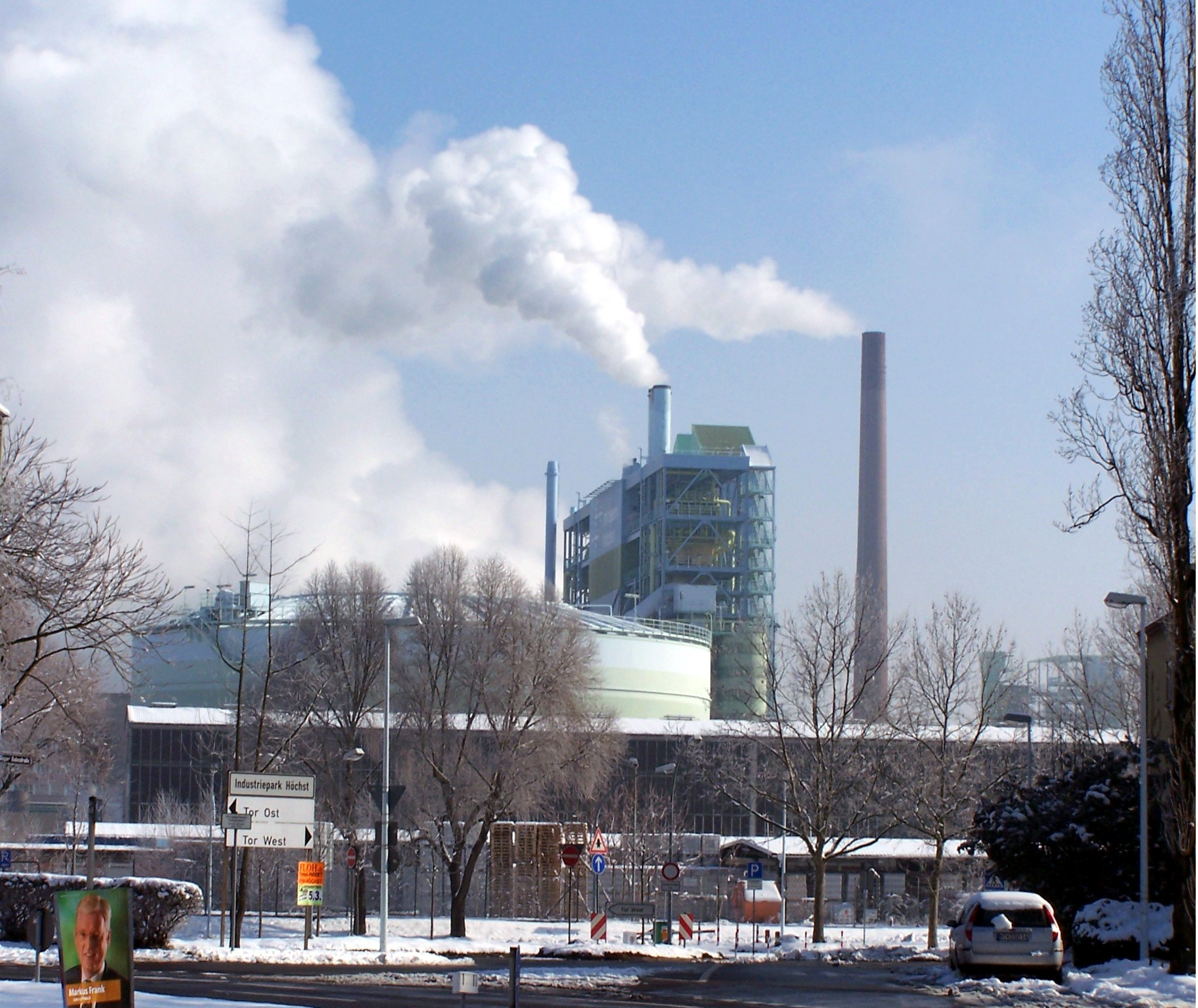
Klärschlammverbrennungsanlage im IP Höchst

Wirtschaftliches Zentrum ist der direkt an den Stadtteil angrenzende Industriepark Höchst. Im Stadtteil befindet sich außerdem die Abwasser-Reinigungs-Anlage (ARA Sindlingen) und eine der größten Schlamm-Verbrennungs-Anlagen Europas (SEVA).
Neben der Industrie verfügt der Stadtteil über einige kleinere Einzelhandelsstandorte. In Sindlingen gibt es zwei Tankstellen, drei Supermärkte, zwei Drogeriemärkte, zwei Apotheken und zwei Bäckereien. Daneben sind Handwerksbetriebe ebenfalls stark vertreten. Von der Nähe zum Flughafen profitieren das Hotel Post und die zahlreichen Gaststätten des Stadtteils. Die Frankfurter Sparkasse und die Volksbank Höchst unterhalten Filialen entlang der Sindlinger Bahnstraße. Mit insgesamt 210 Unternehmen bei 665 Angestellten ist Sindlingen aber nur ein kleiner Gewerbestandort.

### Straßen
Die Farbenstraße, als Teil der Mainzer Landstraße ehemals wichtigste Straße in Sindlingen, endet heute einerseits an der Werksmauer des Industrieparks Höchst, andererseits am Sindlinger Friedhof und hat nur noch eine untergeordnete Bedeutung. Hintergrund ist die 1957 erfolgte Schließung der Mainzer Landstraße für die Allgemeinheit. Bis dahin verlief diese Verkehrsader mitten durch das Werksgelände der Hoechst AG. Ein südlicher Ast der Bundesstraße 40, der Nachfolgerin der Mainzer Landstraße, verläuft heute auf einer eigenen erhöhten Trasse am westlichen Bebauungsrand Sindlingens.
Wichtige Zufahrtsstraßen nach Norden ist die West-Höchster-Straße, die in Sindlingen den Namen Sindlinger Bahnstraße trägt. Nach Osten führt seit den 1950ern die Hoechster-Farben-Straße (L3006).
Nach Hattersheim führen die Straße Im Hofheimer Grund (L3265) und die kleine Okrifteler Straße, benannt nach dem Hattersheimer Ortsteil.

### Brücken

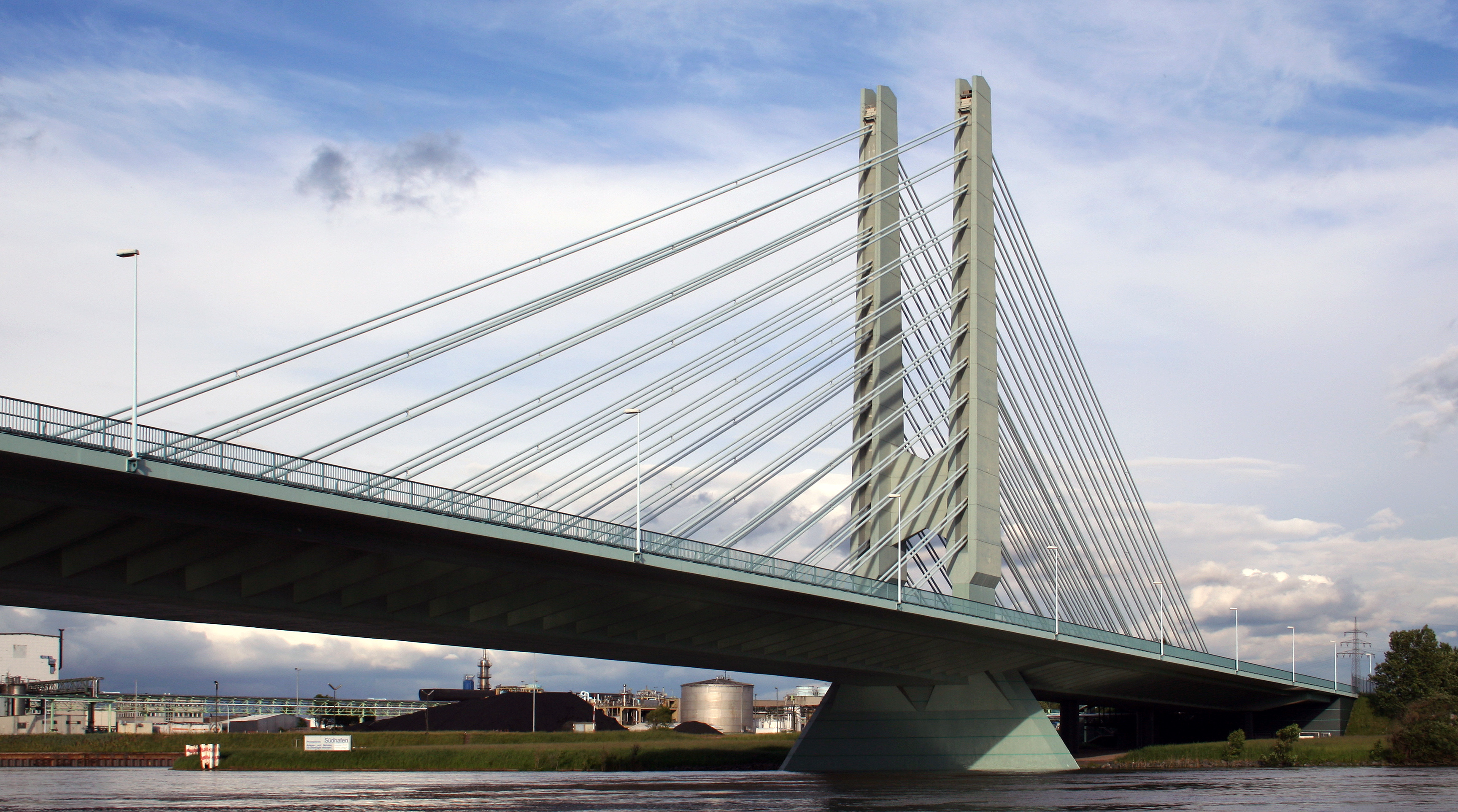
Werksbrücke West

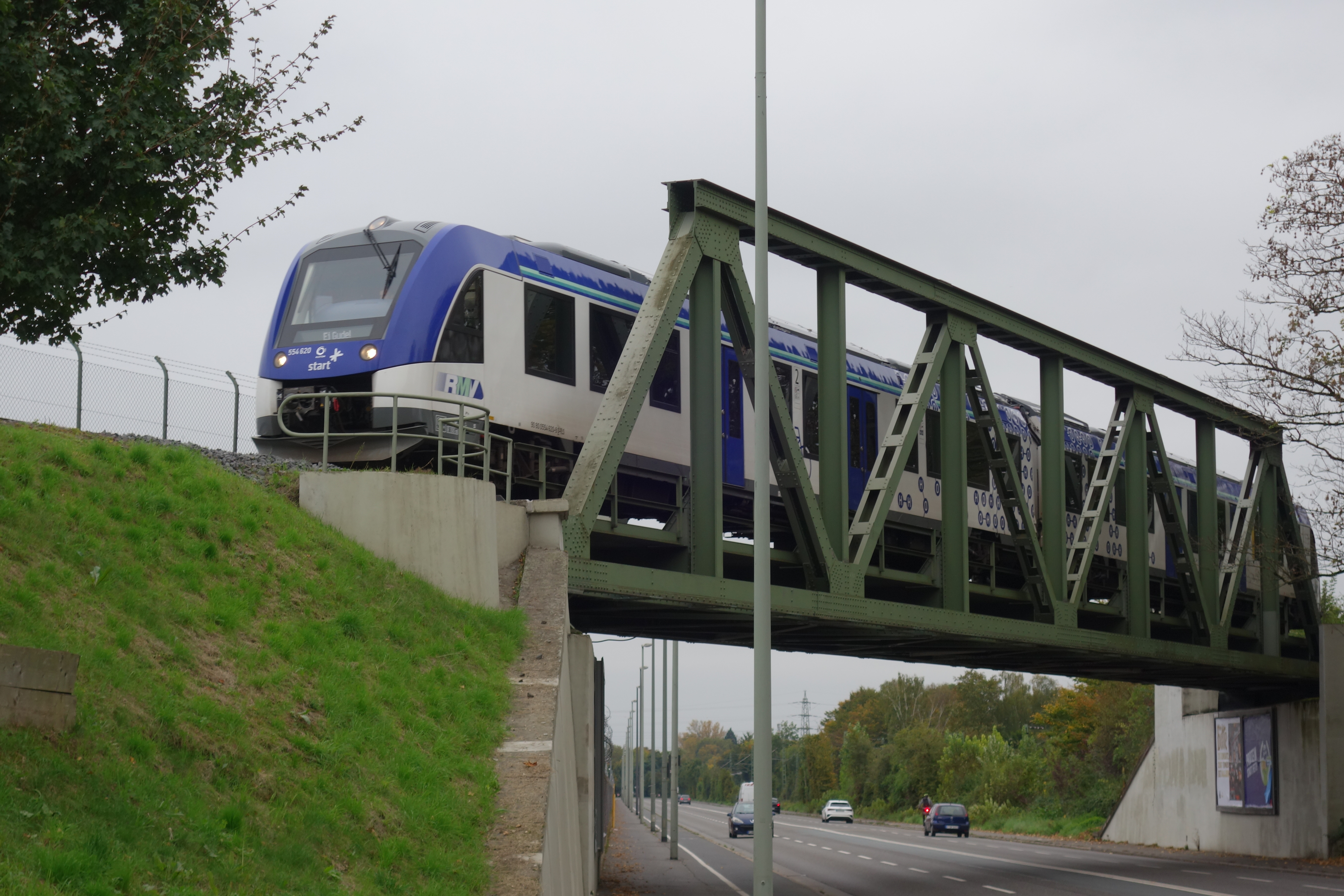
iLint-Triebwagen der Regionalverkehre Start Deutschland auf der Brücke über die Hoechster-Farben-Straße, die die Main-Lahn-Bahn mit dem werksinternen Eisenbahnnetz des Industrieparks verbindet.

In Sindlingen befinden sich zwei Mainbrücken, die den Stadtteil mit Kelsterbach verbinden. Die 1972 erbaute Werksbrücke West, eine kombinierte Straßen- und Eisenbahnbrücke, dient dem internen Verkehr des Industrieparks Höchst. Die zwei öffentlichen Fahrstreifen sind durch Poller abgesperrt und werden nur von Fußgängern, landwirtschaftlichen Fahrzeugen und Zweiradfahrern genutzt.
Die 1978 fertiggestellte Sindlinger Mainbrücke trägt die zur Schnellstraße ausgebaute B 40 und zwei Radwege.
Auf der Grenze zu Höchst führt über die Hoechster-Farben-Straße eine Eisenbahnbrücke, die die Main-Lahn-Bahn mit dem Werksinternen Eisenbahnnetz des Industrieparks verbindet.

### Öffentlicher Personennahverkehr

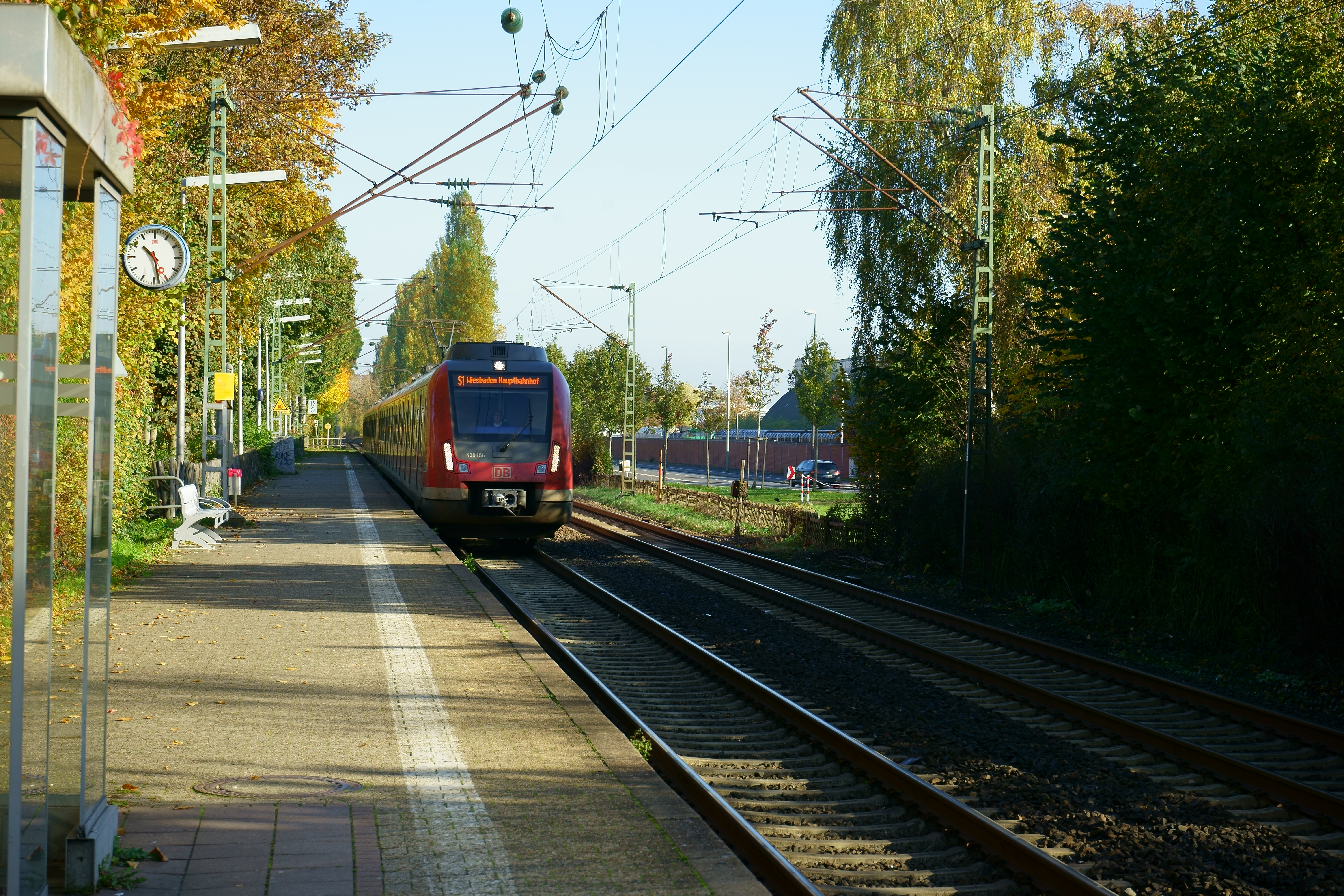
S-Bahn Haltepunkt Frankfurt-Sindlingen

Hauptartikel: Bahnhof Frankfurt-Sindlingen, Bahnhof Frankfurt-Zeilsheim
Sindlingen besitzt zwei S-Bahn-Stationen mit Anschluss an die S1 und die S2. Der Stadtteil ist an das Stadtbusnetz mit den Linien X53, 54, M55 und 57 angebunden. Nach Wunsch fährt die AST-Buslinie 837 nach Hattersheim. Im April 2007 wurde an der Stadtteilgrenze eine zweite S-Bahn-Station mit dem Namen Frankfurt-Zeilsheim eröffnet.

## Bebauung
Für die unter Denkmalschutz stehenden Kulturdenkmäler siehe Liste der Kulturdenkmäler in Frankfurt-Sindlingen.

### Sindlingen-Nord

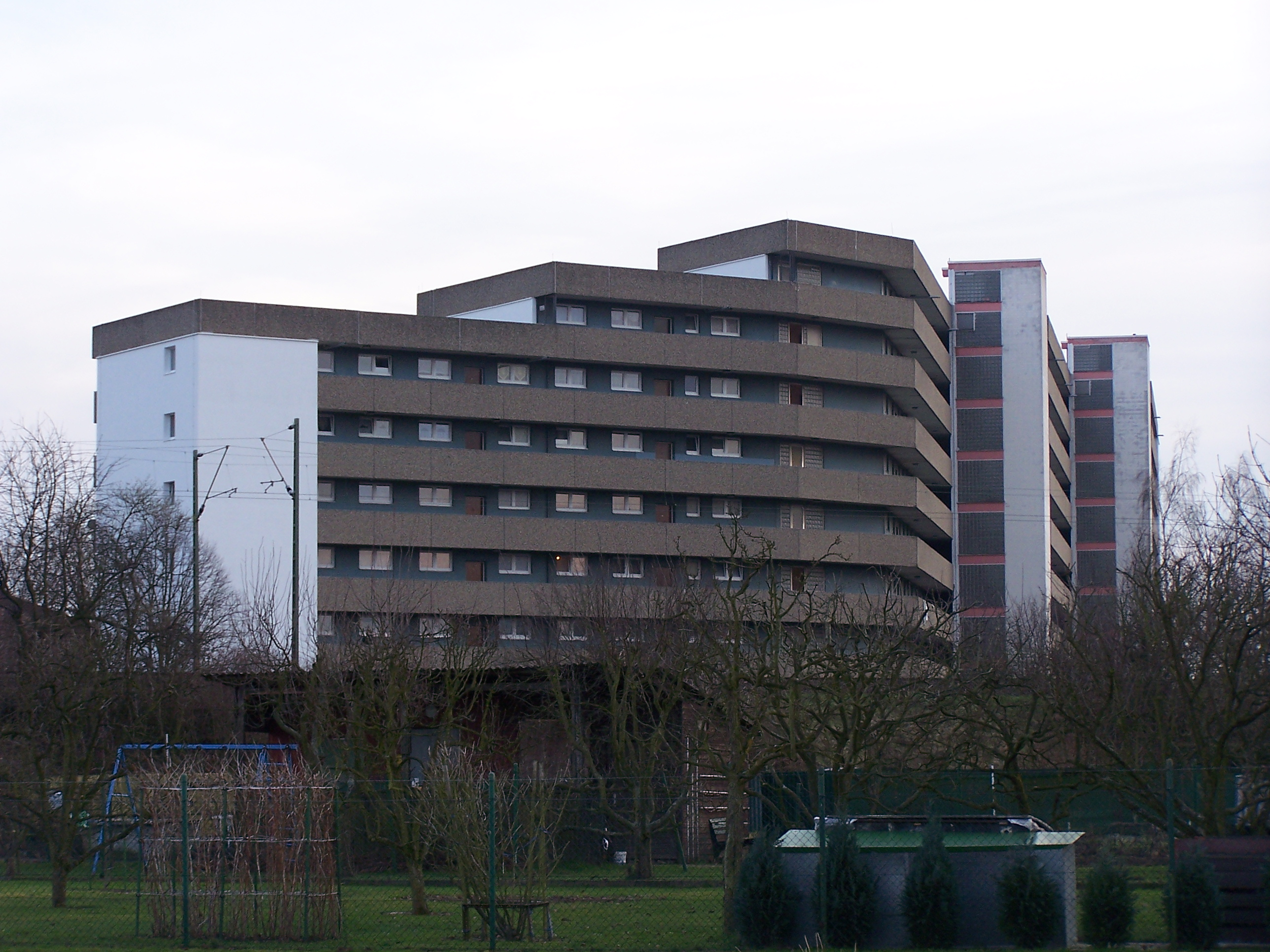
Wohnhochhaus in der Hermann-Küster-Straße

#### Ferdinand-Hofmann-Siedlung

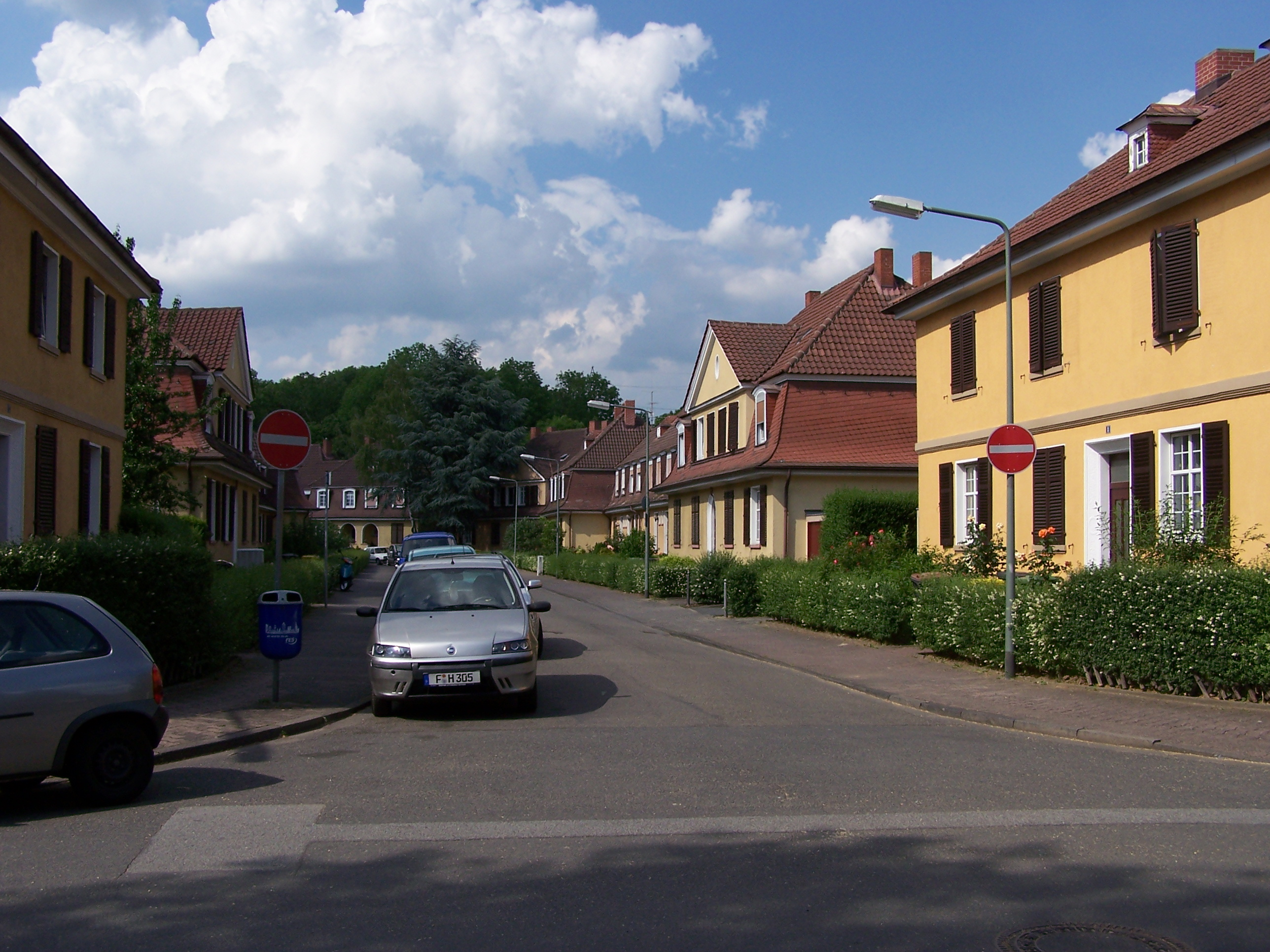
Ferdinand-Hofmann-Straße

Der Sindlinger Norden (amtlich als Stadtbezirk Sindlingen-Nord, 602, bezeichnet) liegt zwischen den Bahntrassen der Main-Lahn-Bahn (Norden) und der Taunus-Eisenbahn (Süden). Er ist durch die Ferdinand-Hofmann-Siedlung geprägt, die aus mehreren Häuserblocks aus verschiedenen Bauepochen besteht. Mit dem Bau dieses relativ neuen Teils Sindlingens wurde 1920 begonnen. Die Sindlinger Bahnstraße, Ferdinand-Hofmann-Straße und die Neulandstraße sind Bestandteil dieser ersten Bebauung. Die Häuser der Arbeitersiedlung sind größtenteils zweistöckig und weisen einen neuklassizistischen Baustil auf, der entfernt an den mediterraner Palazzi erinnert.
Nach einem fast 30-jährigen Baustopp begannen in den 1950er Jahren die Bauarbeiten für die restliche Siedlung. Dieser unterscheidet sich deutlich vom ersten Bauabschnitt. Als Ergebnis der Wohnungsknappheit der Nachkriegszeit entstanden zum ersten Mal in Sindlingen auch höhere, größtenteils fünfstöckige Mehrfamilienhäuser. Die ersten Häuser dieser „neuen“ Ferdinand-Hofmann-Siedlung entstanden zwischen der Trasse der Main-Lahn-Bahn und der neu angelegten Hermann-Küster-Straße. Das höchste Wohnhaus der Siedlung befindet sich am Ende dieser Straße. In den 60er Jahren wurde der Bau weiter südlich fortgesetzt und die Siedlung komplettiert. Bis 2006 wurden fast alle Wohnhäuser renoviert und bunt gestrichen.

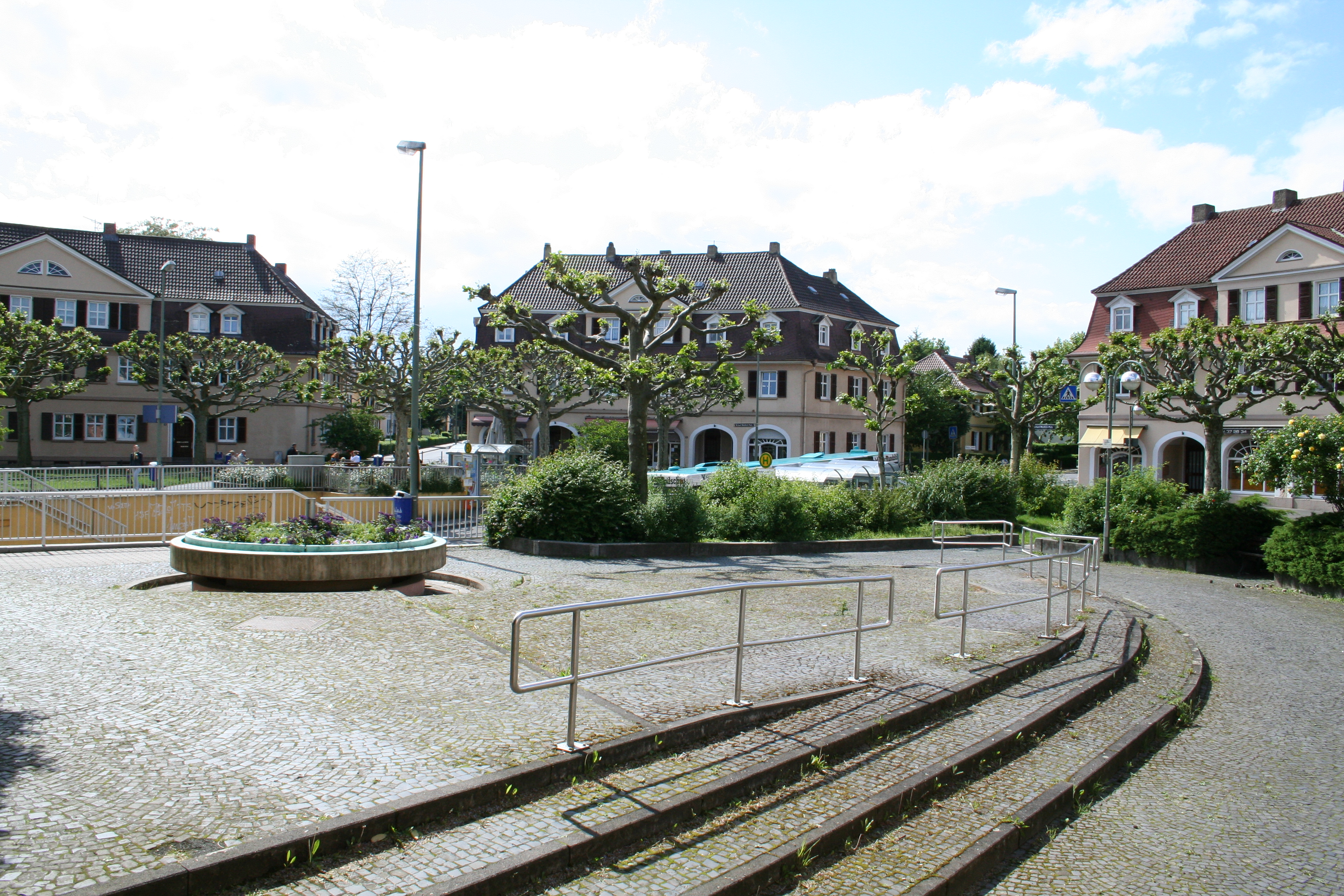
Richard-Weidlich-Platz

#### Richard-Weidlich-Platz
Den Abschluss des nördlichen Sindlingens bildet der Richard-Weidlich-Platz, ein halbes Rondell auf den die ursprünglichen drei Straßen der Siedlung zulaufen. Der Halbkreis wird durch die Sindlinger Bahnstraße geteilt. Auf der östlichen Seite befindet sich das Haus Sindlingen, das eine Dependance der Stadtbibliothek beheimatet. Das Bürgerhaus erlangte Berühmtheit, als dort 1974 gegen die RAF verhandelt wurde. In den folgenden Jahren diente das Haus als Dienstgebäude des 18. Polizeireviers, bis dieses 1990 zunächst verlegt und dann geschlossen wurde. Seit Anfang des Jahres 2006 steht das ehemalige Bürgerhaus den Bürgern wieder als Haus Sindlingen offen. Das südliche Ende des Platzes bildet die S-Bahn-Station Sindlingen, unter der die Sindlinger Bahnstraße durchführt. Die Unterführung entstand 1980 als Ersatz für den überlasteten Bahnübergang.

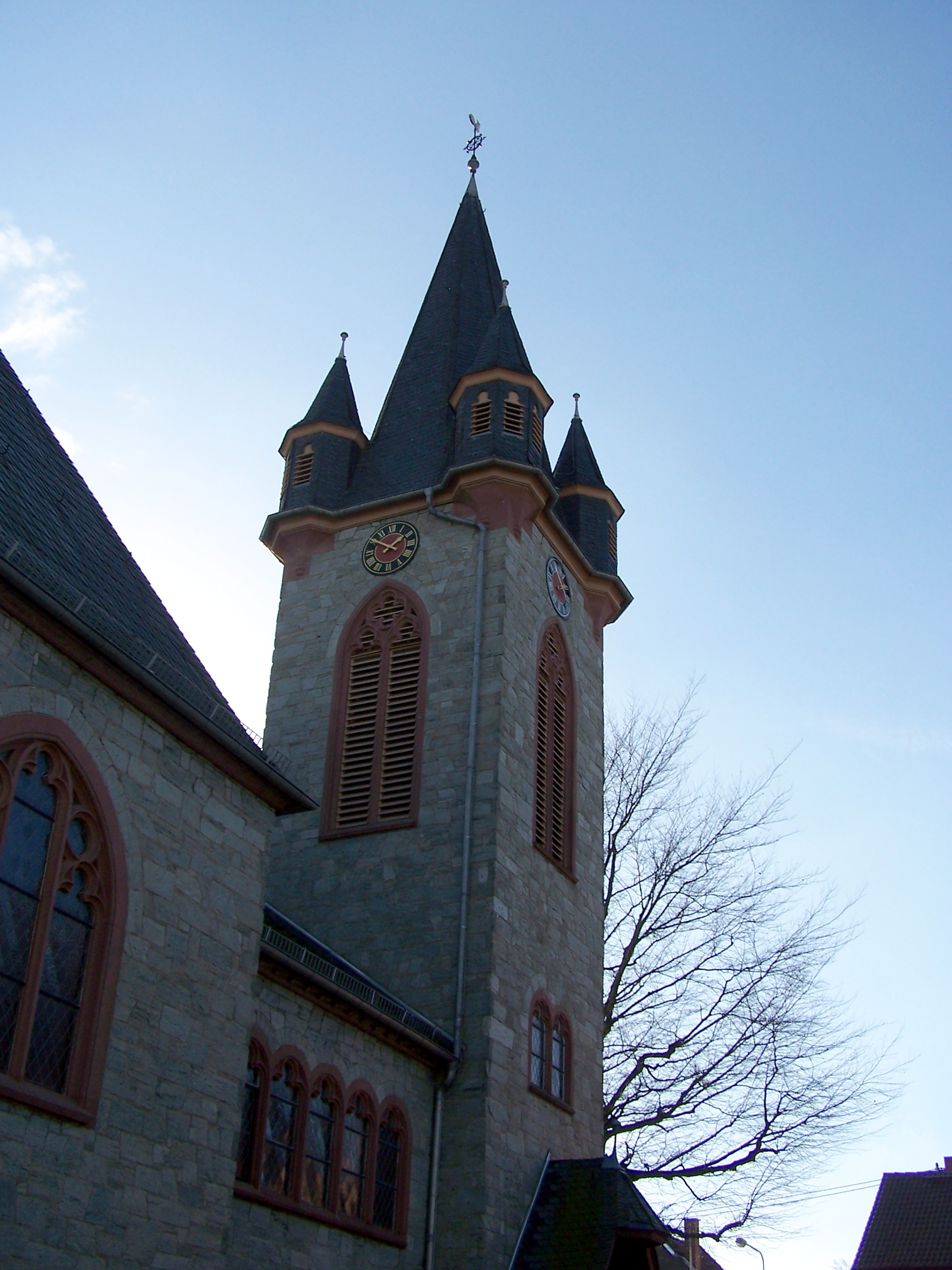
Ev. Kirche Sindlingen-Süd

### Sindlingen-Süd

#### Kreisel
Wenige Meter südlich der Unterführung liegt der Kreisel der Hoechster-Farben-Straße, die 1954 als Ersatz für die Sindlinger Farbenstraße entstand. Diese war bis dahin die Hauptstraße Sindlingens und Teil des Straßenzugs Mainzer Landstraße, führte aber durch das Werksgelände der Hoechst AG. Heute befindet sich das Tor West des heute unter dem Namen Industriepark Höchst bekannten Chemiewerks an jenem Kreisel. Die Sindlinger Bahnstraße führt ab hier weiter in den alten Ortskern des Stadtteils, die Hoechster-Farben-Straße unter Umgehung dieses zur Bundesstraße 40 Richtung Flughafen und Bundesautobahn 66.

#### Alter Ortskern
Im Ortskern entstand zu Beginn des 20. Jahrhunderts entlang der Sindlinger Bahnstraße eine teilweise dichte Randbebauung.
Die evangelische Kirche von 1907 befindet sich an der Kreuzung mit der Gustavsallee, einem ehemaligen Werkstor der Hoechst AG.
Am Dalles mündet die Bahnstraße dann in die Farbenstraße und der alte Ortskern beginnt. Zwischen Main und Farbenstraße liegen hier enge, verwinkelte Gassen mit kleinen Häusern. Auch die katholische Kirche der ehemals Kurmainzer Gemeinde liegt hier. Am Ende der Farbenstraße liegt der Sindlinger Friedhof und die Endhaltestelle der Buslinien 54 und M55, die hier auch ihre Wendeschleife haben.

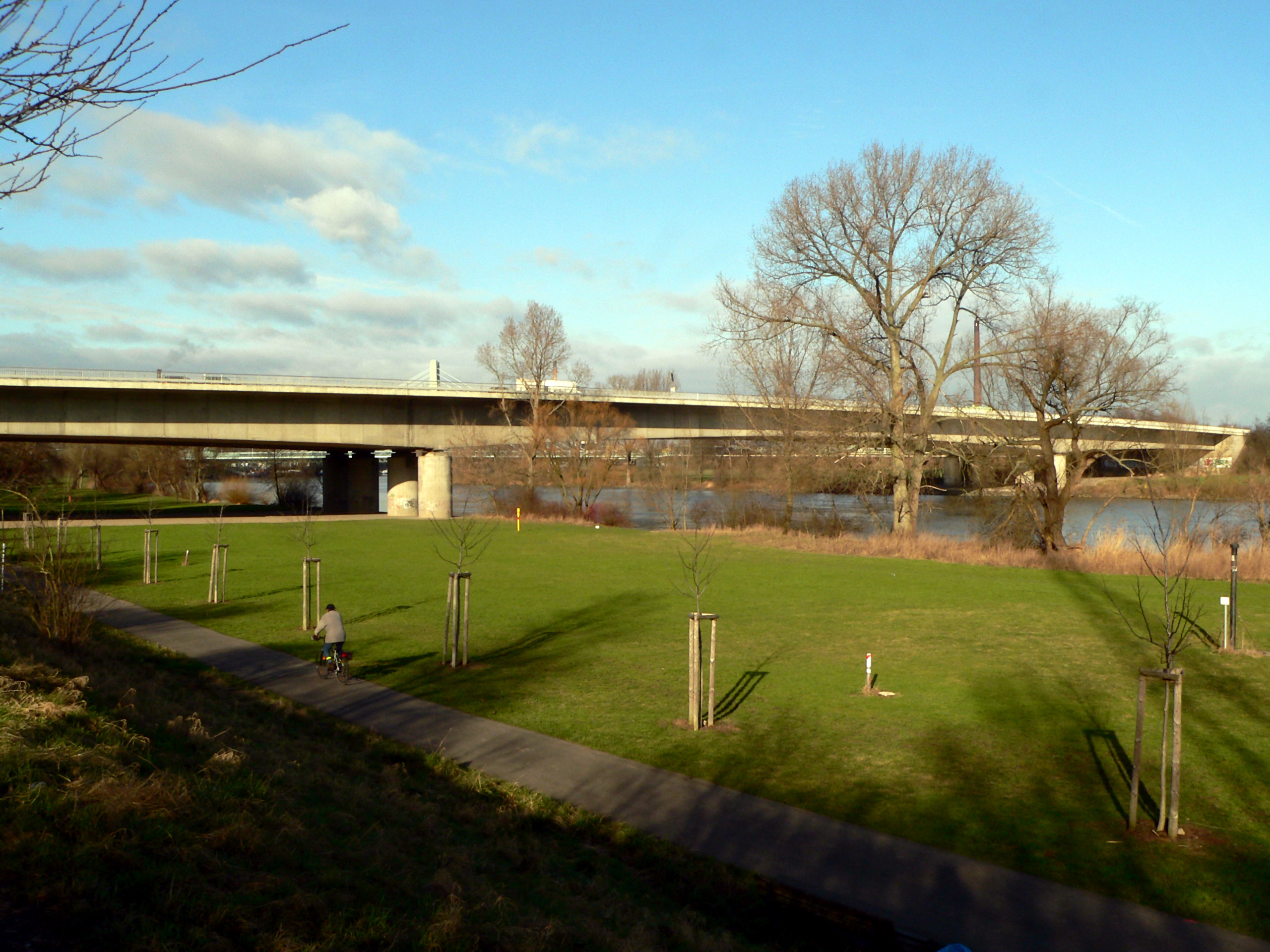
Sindlinger Mainaue mit Mainbrücke

An einer Anhöhe am Main befindet sich die Villa Meister mit dem dazugehörigen Meisterpark, ein 1902 von Hoechst-Vorstand Herbert von Meister erbautes Palais, das bis 1980 Sitz des Instituts für Angewandte Geodäsie war. Heute befindet sich die Phönix-Haus-Gesellschaft, ein Rehabilitationszentrum zur sozialen Integration ehemaliger Drogenabhängiger in der Villa.
Am Mainufer befinden sich die zwei Brücken des Stadtteils. Die von der Hoechst AG 1972 erbaute Werksbrücke West ist mit Drahtseilen an zwei 52 Meter hohen Pylonen aufgehängt. Über sie führen zwei unabhängige Straßen und eine Gütereisenbahn. Die Straße, welche sich außerhalb der Werksmauern befindet, ist für motorisierten Verkehr gesperrt und wird nur noch von Zweiradfahrern und Fußgängern genutzt. Sie führt zum Tor Süd und zum Naturschutzgebiet Schwanheimer Dünen. Die zweite Brücke – die unterste auf Frankfurter Stadtgebiet – wird von der autobahnähnlich ausgebauten B 40 mit separaten Fahrradweg benutzt und führt zum Flughafen. Die 1978 eingeweihte Brücke ist Teil der Südumfahrung Frankfurt-Höchst.

## Schulen

### Schulgeschichte in Sindlingen
Im Jahre 1598 wird zum ersten Mal eine Schule in Sindlingen erwähnt. Zu dieser Zeit war die Schule eine kirchliche Angelegenheit und das Schulehalten im Ort mit dem Dienst eines Glöckners verbunden. Erst durch Anregungen der Schriften Luthers gab es städtische Unterrichtsanstalten, die mit heutigen Schulen kaum etwas gemein hatten. Da Sindlingen kurmainzisch war, war die Schule Sache der Kirchengemeinde. Und da die Stiftsherren zu Stift Sankt Peter in Mainz katholisch waren, wurden als Schulmeister katholische Personen berufen. Im Jahre 1648 war Johann Heinrich Wilhelm Schulmeister in Sindlingen. Sindlingen selbst hatte zu dieser Zeit kein eigenes Schulgebäude. Lehrer Heinrich Schutzbrett hielt seinen Unterricht im Jahre 1688 in seinem eigenen Wohnhaus, in der heutigen Huthmacherstraße 14. Erst im Jahre 1700 wurde auf Drängen der kurfürstlichen Regierung ein Schulhaus errichtet (Huthmacherstraße 20), das außerdem noch die Schultheißenstube und eine Gemeindeschmiede enthielt.
Die Schulpflicht für 6- bis 12-jährige Kinder wurde im Jahre 1682 für kurmainzische Gebiete eingeführt. Die Schulzeit war vor allem auf die Wintermonate begrenzt. Da man die Zuarbeit der Kinder im Sommer für Arbeiten im Hof und auf dem Feld brauchte. Auch waren Lehrerstellen nicht gut bezahlt und auf Nebeneinkommen angewiesen. Als im Jahre 1771 in Mainz eine Schulakademie eröffnete, änderte sich diese Situation. Der Sindlinger Lehrer Johann Balthasar Klemm, der seit 1772 Lehrer in Sindlingen war, hatte diese Anstalt bereits besucht und wurde wie folgt entlohnt: 209 Gulden und 8 Kreuzer. Sein Sohn Georg Andreas Klemm folgte ihm 1792 zu einem Jahresgehalt von 270 Gulden. 1818 betrug das Gehalt eines Lehrers 350 Gulden, da auch die Anzahl der Schulkinder in Sindlingen auf 94 angestiegen war.
Im Jahre 1817 und mit dem Übergang an Nassau wurde auch der Schuldienst reformiert. Der Schulunterricht war nun eine öffentliche Sache der weltlichen Obrigkeit. Zwar besaß die Kirche noch einen Einfluss auf das Schulwesen, aber dieser Einfluss wurde 1919 endgültig abgeschafft.
Der letzte „Dorfschulmeister“ in Sindlingen hieß Nikolaus Gottschalk. Im Jahre 1830 erhielt er einen Lehrgehilfen zugestanden, da sich die Zahl der Schüler auf 140 erhöhte. 1833 ließ die Gemeinde Sindlingen in der ehemaligen Schulgasse (heute Allesinastraße) für 6139 Gulden ein massives, zweistöckiges Gebäude errichten. In diesem Haus waren neben Unterrichtsräumen auch die Gemeindestube und die Räume für die Lehrkräfte untergebracht.
Im Jahr 1858 stieg die Zahl der Schulkinder in Sindlingen auf 173. Im Jahre 1873 wurde eine dritte und vierte Lehrerstelle für Sindlingen eingerichtet, im Jahre 1891 eine fünfte. Damals wurden wegen der Enge im Schulgebäude auch die Lehrerwohnungen als Unterrichtsräume genutzt. Durch die Enge der Unterrichtsräume wurde das Schulhaus im Jahre 1900 durch einen Anbau erweitert.
Herbert von Meister, der Sohn des Begründers der Farbwerke Hoechst, ließ im Jahre 1910 auf eigene Kosten eine Turnhalle erbauen und stellte der Gemeinde Sindlingen das Gelände für den Bau eines neuen Schulhauses zur Verfügung. Der Bau der jetzigen Meisterschule kostete damals 12.000 Goldmark. 1911 wurde der Neubau feierlich eröffnet. Zu Beginn war die Schule nur den oberen Jahrgängen vorbehalten, die jüngeren Kinder wurden weiterhin im alten Schulgebäude unterrichtet.
Nach der Eingemeindung Sindlingens zu Höchst im Jahre 1917 hatte die Meisterschule 765 Schüler, davon 7 Knaben- und 8 Mädchenklassen, die von 13 Lehrern unterrichtet wurden. Im Verwaltungsbericht des gleichen Jahres der Stadt Höchst werden die Unterrichtsbedingungen als unerquicklich beschrieben. Die Ausstattung der Schule wurde als geradezu beschämend ärmlich bezeichnet. Der dringende Ausbau der Meisterschule wurde aber erst im Jahre 1929 nach der Eingemeindung zu Frankfurt abgeschlossen. Zu dieser Zeit hatte die Schule 542 Schüler.
In den Jahren 1949–1954 wurden die Räume der Schule renoviert. Der ab 1950 einsetzende Bauboom in Sindlingen brachte Sindlingen-Nord eine hohe Schülerzahl, weswegen ab 1961 drei Pavillons auf dem Gelände der Meisterschule erbaut wurden. Einen vorläufigen Höhepunkt der Schülerzahl erreichte die Meisterschule im Jahre 1965 mit 826 Schülern.
In den 1970er Jahren wurde das Raumproblem der Meisterschule durch den Neubau der Schule Sindlingen-Nord entschärft. Die Ludwig-Weber-Schule wurde als Grundschule geplant und am Paul-Kirchhof-Platz errichtet.

### Aktuelle Schulsituation
Sindlingen ist heute in zwei Grundschulbezirke aufgeteilt.
Die Schüler aus Sindlingen-Nord sind der Ludwig-Weber-Schule zugeordnet.
Die Meisterschule in Sindlingen-Süd ist Grund- und Hauptschule des Stadtteils.
1999 eröffnete in der Albert-Blank-Straße die Internationale Schule Frankfurt-Rhein-Main, eine private Schule mit Grundschul- und Gymnasialzweig, ausgestattet mit eigenem Schwimmbad und Sportplätzen. Der Unterricht findet dort hauptsächlich in Englisch statt.
Im Jahre 2011 feierte die Meisterschule ihr 100-jähriges Bestehen.

### Übersicht Schulleiter in Sindlingen
| Jahr      | Person           |
| --------- | ---------------- |
| 1852–1860 | Wilhelm Günster  |
| 1860–1868 | Wendelin Bibo    |
| 1869–1878 | Carl Molitor     |
| 1878–1887 | Ludwig Schardt   |
| 1887–1896 | Konrad Rehm      |
| 1896–1920 | Johannes Sturm   |
| 1920–1935 | Peter Althen     |
| 1935–1945 | Adolf Manns      |
| 1945–1960 | Aloys Ludwig     |
| 1960–1968 | Hugo May         |
| 1964–1968 | Reinhold Schmitt |
| 1969–1985 | Reinhold Daub    |

| Jahr      | Person            |
| --------- | ----------------- |
| 1973–1990 | Christel Könnecke |
| ab 1990–? | Monika Schäfer    |
| ? - ?     | Felicitias Rathke |

## Wissenswert
Am 18. August 1978 berichtete die Frankfurter Neue Presse von einem Unglück in Sindlingen-Süd auf dem Gelände des sogenannten neuen Spielplatzes zwischen Küferstraße und Hermann-Brill-Straße. Nach den Ermittlungen der Polizei hatten drei Kinder aus Holzkohle, Schwefel, Schwarzpulver und Unkrautvernichtungsmitteln eine Fackel gebaut. Die Explosion der Fackel war so groß, dass sie dem 13-jährigen Norbert Loos die Halsschlagader aufriss und einen weiteren 11-jährigen Jungen an der Hand schwer verletzte. Ein dritter Junge erlitt einen schweren Schock. Die Verletzungen von Norbert Loos waren so stark, dass er noch am Unfallort an seinen Verletzungen starb. Nach diesem Unglück wurde die damalige Betonwüste des Spielplatzes durch Gelder der Stadt Frankfurt komplett umgestaltet und kinderfreundlicher gemacht. In der Meisterschule hielt Rektor Daub zum Tode von Norbert Loos, der ein Schüler der Meisterschule war, eine Gedenkrede, es wurde zusätzlich zum Gedenken eine Schweigeminute abgehalten.
Zwischen 2008 und 2011 fand monatlich im Bürgerhaus Sindlingen (Haus Sindlingen) die Kabarett und Comedyshow „Comedy Lounge“ mit bundesweit bekannten und prominenten Künstlern statt.
Die Villa Meister ist im 2012 gedrehten Film „Das Haus der Krokodile“ zu sehen, als Wohnsitz der Familie Laroche.

## Persönlichkeiten, Söhne und Töchter Sindlingens
- Heinrich Weiss (1893–1966), Landtagsabgeordneter der SPD von 1946 bis 1966, Mitglied der  Verfassungsberatenden Landesversammlung, mehrmaliges Mitglied der Bundesversammlung und Träger des Großen Bundesverdienstkreuzes
- Karl Tratt (1900–1937), Maler, Meisterschüler von Max Beckmann
- Deniz Ohde (* 1988), deutsche Schriftstellerin, die in Sindlingen aufwuchs. Sie erhielt mehrere Preise für ihren Roman Streulicht, der in Sindlingen spielt (2020: Literaturpreis der Jürgen Ponto-Stiftung, 2020: aspekte-Literaturpreis 2020: Deutscher Buchpreis)